# Figure 8 (canção)
"Figure 8" é uma canção da artista musical inglesa Ellie Goulding, contida em seu segundo álbum de estúdio Halcyon (2012). Foi composta pela própria juntamente com Jonny Lattimer e MONSTA, sendo produzido pelo último com auxílio de Mike Spencer. A faixa lançada como segundo single do disco em 13 de dezembro de 2012.

## Faixas e formatos
| Extended play (EP) digital de remixes |                                                       |         |  |
| N.º                                   | Título                                                | Duração |  |
| 1.                                    | "Figure 8" (edição de rádio)                          | 3:39    |  |
| 2.                                    | "Anything Could Happen" (Radio 1 Live Lounge Version) | 3:03    |  |
| 3.                                    | "Figure 8" (Breakage's Crenshaw & Adams Mix)          | 4:26    |  |
| 4.                                    | "Figure 8" (French Fries Club Mix)                    | 5:23    |  |
| 5.                                    | "Figure 8" (Xilent Remix)                             | 4:30    |  |

## Desempenho nas tabelas musicais

### Posições
| Tabela musical (2012)                                         | Melhor posição |
| ------------------------------------------------------------- | -------------- |
| Escócia (The Official Charts Company)                         | 33             |
| Eslováquia (IFPI Slovenská Republika)                         | 18             |
| Finlândia (IFPI Finlândia)                                    | 8              |
| Nova Zelândia (Recording Industry Association of New Zealand) | 7              |
| Reino Unido (UK Singles Chart)                                | 33             |

### Certificações
| País                  | Certificação |
| --------------------- | ------------ |
| Nova Zelândia (RIANZ) | Platina      |

## Histórico de lançamento
| País          | Data                   | Formato          | Gravadora |
| ------------- | ---------------------- | ---------------- | --------- |
| Austrália     | 13 de dezembro de 2012 | Download digital | Polydor   |
| Bélgica       | 13 de dezembro de 2012 | Download digital | Polydor   |
| Dinamarca     | 13 de dezembro de 2012 | Download digital | Polydor   |
| Finlândia     | 13 de dezembro de 2012 | Download digital | Polydor   |
| França        | 13 de dezembro de 2012 | Download digital | Polydor   |
| Irlanda       | 13 de dezembro de 2012 | Download digital | Polydor   |
| Noruega       | 13 de dezembro de 2012 | Download digital | Polydor   |
| Nova Zelândia | 13 de dezembro de 2012 | Download digital | Polydor   |
| Reino Unido   | 13 de dezembro de 2012 | Download digital | Polydor   |